# Crazy Love (Van Morrison)
Crazy Love è un brano musicale del cantautore britannico Van Morrison, pubblicato nel 1970 ed estratto dal suo terzo album in studio Moondance.
La canzone era stata originariamente diffusa come B-side del singolo Come Running, prima di essere pubblicata poi come singolo nei Paesi Bassi, con la stessa Come Running come B-side.

## Tracce
- 7"

1. Crazy Love
2. Come Running

## Formazione
- Van Morrison – voce
- John Klingberg – basso
- Jeff Labes – piano
- Gary Mallaber – batteria, vibrafono
- John Platania – chitarra
- Judy Clay – cori
- Emily Houston – cori
- Jackie Verdell – cori

## Cover

### Versione di Michael Bublé
Nel 2010 il cantante canadese Michael Bublé ha pubblicato il brano in una sua cover, quale estratto dall'album omonimo.

#### Tracce
- Download digitale

1. Crazy Love – 3:31
2. Pennies from Heaven – 3:15
3. Relax Max (featuring Naturally 7) – 3:29
4. Haven't Met You Yet (Instrumental) – 4:05

### Altre cover
Tra gli altri artisti che hanno registrato la cover del brano vi sono Helen Reddy, Maxi Priest, Brian McKnight, Paul Carrack, Rita Coolidge, Bryan Ferry, Rod Stewart, Jason Manns con Jensen Ackles, Cassandra Wilson, Emilíana Torrini e Michael Bolton.